# 墨西拿峽谷

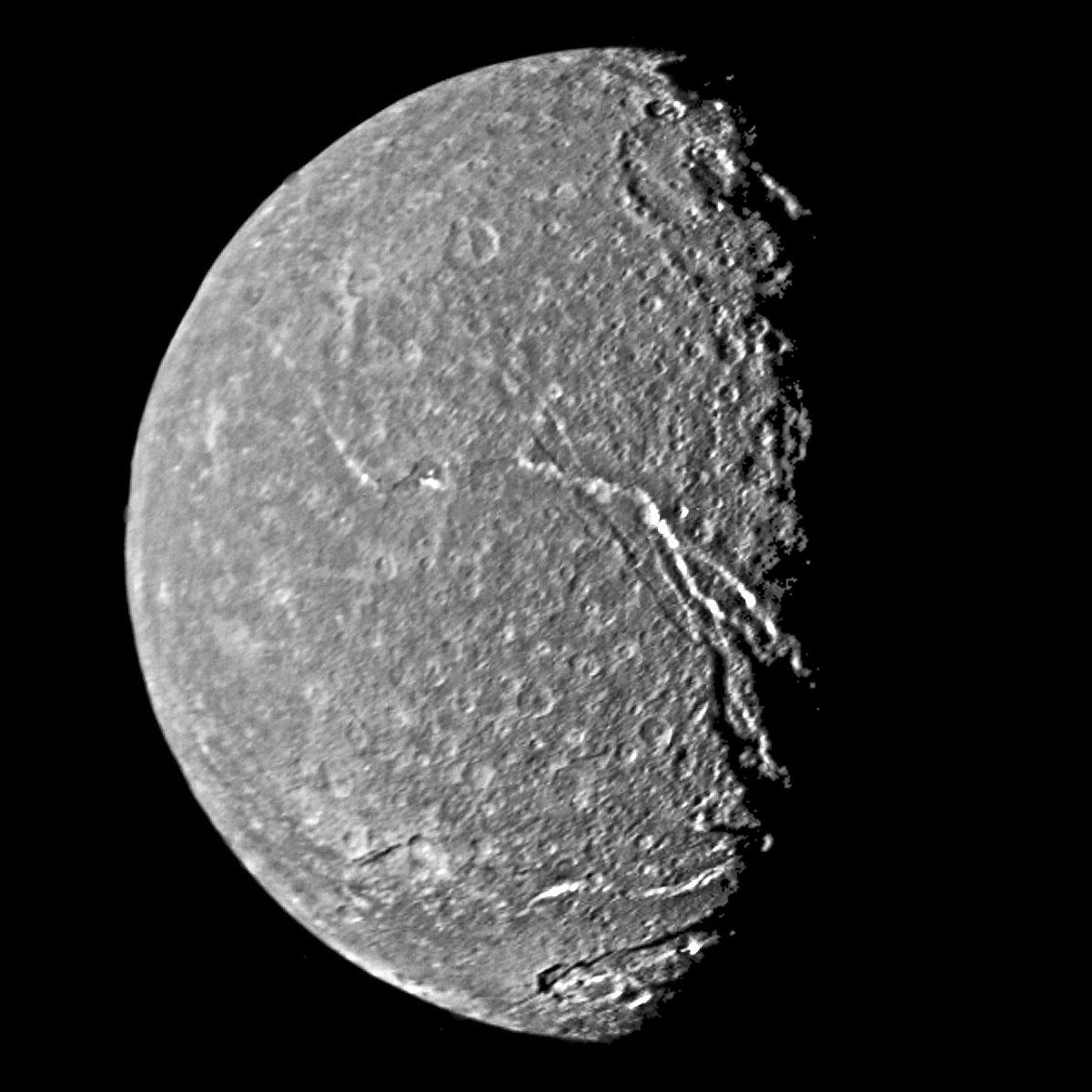
航海家2號拍攝的天衛三影像。墨西拿峽谷位於影像中央。

墨西拿峽谷（Messina Chasma）是天王星衛星天衛三表面最大的峽谷，以威廉·莎士比亚的喜劇无事生非中的城市墨西拿（位於西西里島）命名。

## 地理
這個全長1492公里的峽谷是由兩個西北－東南走向的正斷層構成，也就是地塊下陷形成的地塹。該峽谷將許多撞擊坑切穿，代表它的形成時間相當晚，該峽谷形成原因可能是內部的水結冰後膨脹使外殼體積膨脹導致破裂。墨西拿峽谷只有少數撞擊坑，這暗示它是相當年輕的。墨西拿峽谷的影像由航海家2號首次拍攝於1986年1月。